# الجهاز الوطني للتنمية
الجهاز الوطني للتنمية هي خدمة حكومية ليبية نُشئت حديثاً في 2024 في سرت ويعد الجهاز أهم أذرع المشاريع الليبية التي تهدف لتوسيع وإثراء الخارطة الليبية حيث يهدف إلى دعم الاستثمارات ومشاريع الشباب وأصحاب المهن وتقليص البطالة.

## أعمال الجهاز الوطني للتنمية
لجهاز الوطني للتنمية أعمال متواترة وتتضمن المشاريع جامعة سرت حيث أُعلن عن مشروع إنشاء وتطوير واجهة جامعة سرت وزيادة مساحة موقف السيارات الخارجي الخاص بالجامعة، بالإضافة إلى صيانة مدرجات عدة ومعامل وتجهيزها بعد انتهاء العام الدراسي.
وفي إطار جهود حكومية لتحسين مستوى التعليم وتطويره، شرّع الجهاز تجهيز موقع إنشاء ثلاث مدرجات دراسية في الجامعة نفسها، وسط زيارات لـرئيس الوزراء الليبي أسامة حماد  ورئيس لجنة إعادة الإعمار والاستقرار ومدير عام صندوق التنمية والإعمار. حيث تتضمن الأعمال تحسين الملعب الرياضي وتجهيز المعامل العلمية لكلية العلوم.
إلى ذلك، ساهم عدد من ممثليّ شركات مصرية وتركية في زيارات تفقدية في مواقع عدة خاص بمشاريع الجهاز الإنشائية التي كان من المقرر تنفيذها في سرت. حيث كان من ضمن الزائرين شركات مصرية عملاقة معنية في البنى التحتية وتأسيس الطرق والجسور وتخطيط الموانئ والمناطق البحرية الحُرة، ضمن جهود التوجه الوطني المتعطف بالقيادة العامة، بالإضافة إلى وفدٍ من شركة "برودر" التركية استعداداً لاستكمال مشروع المركب الجامعي وفندق ميناء سرت.
وكان الجهاز قد أعلن أيضاً عن البدء في تنفيذ مشروعهم الإسكاني الأول لإنشاء 120 وحدة سكنية مكوّنة من 4 طوابق بمنطقة راس لانوف، بالإضافة إلى تأسيس مسجد ومدرسة والمتنفسات والملاهي والمساحات الخضراء التي تضمنتها التصاميم والخرائط المبدئية للمشروع.
في يونيو 2025، ناقشت إدارة الجهاز الوطني للتنمية مع شركة تشاينا هاربور الصينية تعاونًا لتحسين إدارة وتشغيل المنطقة الحرة في سرت، ضمن المرحلة الثالثة لتوسعة الميناء، التي تشمل بناء أرصفة بحرية عميقة وتحديث البنية التحتية.
وأيضاً، أُعلن عن بدء أعمال صيانة موقع النصب التذكاري لـمعركة القرضابية وشرّع الجهاز تنفيذ مشروعات عدة لإعادة الإعمار في المحلة وسرت عبر شركات متخصصة. حيث تشمل المشاريع صيانة المركز الصحّي أبوهادي وأعمال إنارة الطريق المزدوج في منطقة المطار التابعة لـسرت.
إلى ذلك، تعاقد الجهاز الوطني للتنمية مع شركات عدّة لتنفيذ كباري في سرت ضمن مشاريع التنمية والتطوير والإعمار، حيث الأول سيكون امتداداً للشارع الرئيسي وصولاً إلى وسط سرت عبوراً فوق تقاطع المجمع الإداري على امتداد شارعي المحكمة ومنها إلى "امراح"، أحد شوارع سرت. والثاني سيتم إنشائه بأعلى الطريق الساحلي مروراً لمطار خليج سرت الدولي ومنه إلى وسط سرت.
وضمن مشاريع صغرى تحت إشراف الجهاز هي صيانة الطرق حيث عالج الهبوطات بواسطة شركات محلية في طريق شارع دبي (سرت) بمعمارات الألف وحدة سكنية وسط سرت. حيث تشمل المشاريع الصغرى هذه مواقع متفرقة داخل وخارج سرت.

## مشاريع مستقبلية
يسعى الجهاز الوطني للتنمية في الشروع في استكمال المركب الجامعيّ كأحد أهم المشاريع الإستراتيجية مع شركات أجنبية ووطنية  بالإضافة إلى مشاريع أخرى شبيهة في مناطق ومدن عدّة تقع تحت إشراف الجهاز.
وبالإضافة إلى المشاريع الصغرى قيد الإنشاء في طرق وشوارع سرت، صرّح الجهاز عن مشاريع ستنفذ في الطرق الساحلي المزدوج وبعرض 4 حارات، والذي ستكون سرت مركز انطلاقته الأولى. حيث سيُرصّف في ثلاث اتجاهات:
- المرحلة الأولى بطول 50 كيلو متراً في الاتجاه الغربي لـسرت
- المرحلة الثانية سيُعبّد في قطاعه الشرقي في المسافة والتوقيت نفسه
- المرحلة الثالثة في اتجاه الجنوب بطول 43 كيلو متراً كبداية للمشروع الذي من المقرر أن يربط ليبيا شرقاً وغرباً وجنوباً ودولياً مع بلدان مجاورة [12]

## رؤية ليبيا 2030
في 25 مايو 2025 أطلقت رسمياً رؤية ليبيا 2030 بالعاصمة البريطانية لندن،  خلال مراسم حضرها المدير التنفيذي للجهاز الوطني للتنمية محمود الفرجاني وعدد من رجال الأعمال وبرلمانيون وأعضاء من مجلس اللوردات.  الرؤية هي استراتيجية وطنية أطلقها الجهاز الوطني للتنمية، تهدف إلى تعزيز التنمية المستدامة وتنويع الاقتصاد الليبي بعيدًا عن الاعتماد على النفط.